# Marinette Cueco
Marinette Cueco est une artiste plasticienne française, née Andrée Laval le 27 septembre 1934 à Argentat en Corrèze et morte le 18 octobre 2023 à Paris,,,. Elle est connue pour ses créations à partir du végétal et du minéral.

## Vie et œuvre
Née en 1934 à Argentat, en Corrèze, Marinette Cueco y passe son enfance, pendant la guerre et l'Occupation. Elle choisit de faire des études et intègre l’école normale de Tulle où elle rencontre le futur écrivain Claude Duneton. Installée comme institutrice, en 1956, elle fait la connaissance du peintre Henri Cueco, qui travaille alors aux décors d’une pièce de théâtre. Ils se marient à l’hiver 1956-1957.
Dès 1960, elle pratique le tissage et la tapisserie. Jusqu’en 1974, et le succès d'une exposition de son mari dans la galerie de Mathias Fels, à Paris, c’est elle qui assure les besoins matériels de sa famille grâce à son métier d’enseignante. Elle travaille aussi avec son époux, et d’autres, sur la série « Livre d’école, livre de classe », une critique du contenu des manuels scolaires, en collectant les ouvrages reproduits. Elle participe à la conception des costumes, décors et scénographies de théâtre que fait Henri Cueco à partir des années 1970.
Depuis 1978, elle applique au végétal les techniques de tissage. Lorsqu’elle commence à travailler les herbes, elle fabrique des tissus ajourés aux formes aléatoires, des objets libres et fragiles, et dans le même temps privilégie des formes géométriques simples (carrés, rectangles, triangles, sphères).
Elle scrute la nature pour mieux la mettre en forme, la transformer : elle noue, tresse, lie, entrelace et festonne. En conjuguant la texture, le rythme et la couleur, elle fait de la nature le lieu et le matériau de ses interventions. Sous ses gestes simples surgissent des concrétions minérales et formes végétales,.

En 1991, elle explique : 

« Je ne jette rien : entre le sauvetage et l’épargne. C’est un relent de culture paysanne : donner une fonction à la moindre chose, généralement négligée, transformer même les déchets. Et puis, il y a les obsessions hivernales : la peur du froid, du mouvement, du dehors, la vie au ralenti, l’enfermement, l’engourdissement. Alors je répète des gestes obsessionnels : le tressage, l’enroulement, l’accumulation, la tresse, la tresse mise en pelote. »

Elle œuvre aussi avec les minéraux, et notamment l'ardoise de Corrèze qu'elle « encapsule » dans le végétal avec la série des « Pierres captives », dans laquelle les ardoises flottent au sein d'une toile d'herbes entrelacées ou se retrouvent enserrées dans des cordes végétale tressées.
Marinette Cueco pratique, selon l’historien et critique d’art Itzhak Goldberg, un « land art de proximité », qui ajoute : « [elle] a les pieds dans les pissenlits et la tête dans les étoiles ».

### Famille
Le couple Cueco vit à Paris et en Corrèze, au Pouget de Vigeois. Ils ont deux enfants, le musicien Pablo Cueco et le conservateur-restaurateur de peintures et d’œuvres contemporaines David Cueco.

### Décoration
- Officier de l'ordre des Arts et des Lettres (2022)[11]

## Collections publiques
- Elbeuf, musée d'Elbeuf : Herbier de plantes tinctoriales, 2010
- Musée national d'art moderne et contemporain de Palestine : Entrelacs : Juncus Capitatus hiver, 2001
- Anvers, consulat général de France (dépôt du Fonds national d'art contemporain) : Entrelac : Juncus Tenius dit jonc grêle, 1984

## Expositions
- 2025 : 
  - "Les Cueco - Marinette et Henri, desseins croisés.", Salle de la Machine, Uzerche
- 2023 : 
  - « Herbiers »[12], galerie Univer/Colette Colla, Paris
  - « Le Nouveau Printemps »[13], exposition collective, Les Abattoirs, Musée - Frac Occitanie Toulouse[14], Toulouse
  - « Ce n’est pas le temps qui passe mais nous »[15], exposition collective, Palais idéal du facteur Cheval, Drôme
  - « Devenir Fleur »[16], MAMAC, exposition collective à l’occasion de la Biennale de Nice 2022 « Fleurs ! » sous le commissariat général de Jean-Jacques Aillagon
- 2022 :
  - « Hypothèses végétales »[17], musée de l'Hospice Saint-Roch, Issoudun
  - « Un regard sur la scène française : histoires naturelles »[18], Art Paris, galerie Univer/Colette Colla, Paris
- 2021 : 
  - « L'ordre naturel des choses », LAAC, Dunkerque[19]
  - Art Paris, galerie Univer/Colette Colla, Paris
  - « Ardoises, entrelacs », galerie Univer/Colette Colla, Paris
  - « Jardin silencieux », musée de Salagon, Mane[20]
- 2020 :
  - « Herbiers fantastiques », domaine de Chaumont-sur-Loire
  - « Pierres, ardoises, entrelacs », centre d'art contemporain de Châteauvert
- 2019 :
  - « Herbailles »[21], galerie Univer/Colette Colla, Paris
  - « Tissage Tressage… quand la sculpture défile à Paris »[22], Fondation Villa Datris, Paris
- 2018 : « Tissage Tressage… quand la sculpture défile à L'Isle-sur-la-Sorgue »[23],[22], Fondation Villa Datris, L'Isle-sur-la-Sorgue
- 2017 : « Pelotes et entrelacs »[24], galerie Univer/Colette Colla, Paris
- 2014-2015 : Galerie Univer/Colette Colla, Paris[25]
- 2013 : « Limousin, l’exception culturelle : arts plastiques, arts du feu, arts tissés, design », exposition collective, CAC, Meymac
- 2011 : Espace d'art contemporain[26],[27], Eysines
- 2009 : « "Pas nécessaire et pourtant indispensable". 1979-2009 : 30 ans d’art contemporain à Meymac », exposition collective, Meymac
- 2007 : « Les herbes de Saint-Jean »[28], Arsenal, musée de Soissons
- 2006 : « Entrelacs, pierres captives »[29], musée des beaux-arts, Pau
- 2005 : « La Tourbière du Longeyroux », lors de l’édition d’un tome des Herbailles[30], CAC, Meymac
- 2004 : Château du Grand Jardin, Joinville[31]
- 1999 : Château-musée Haut-de-Cagnes — Collégiale Saint-André de Chartres[32] — Grandes serres du Jardin des plantes, Paris[32]
- 1997 : Installation, Auvers-sur-Oise
- 1992 : Les imaginaires du Mont Saint-Michel[32]
- 1989 : Barbican Centre, Londres[33]
- 1988 : Exposition personnelle[34], CAC, Meymac
- 1987 : Musée départemental d'art contemporain, Rochechouart[32]
- 1986 : Musée d'art moderne de la ville de Paris[35]
- 1982 : « Entrelacs », maison de la culture, Amiens

## Publications
- Herbailles, petits herbiers de circonstance, onze volumes :
  - Les Sempervirens, livre d'artiste à l'occasion des expositions à la maison des arts de Bagneux et la galerie municipale Julio-González d'Arcueil (2003) ; Paris, Éditions du Panama, 2006
  - Gwemon, warec, alga, à l'occasion de l'exposition au centre d'arts plastiques de Royan (2005) ; Paris, Éditions du Panama, 2006
  - Toxiques et héroïques, à l'occasion de l'exposition à la maison des arts de Bagneux ; Paris, Éditions du Panama, 2006
  - La Tourbière du Longeyroux, à l'occasion de l'exposition au centre d'art contemporain de Meymac ; Paris, Éditions du Panama, 2006
  - Voyageurs immobiles, à l'occasion de l'exposition au musée des beaux-arts de Pau ; Paris, Éditions du Panama, 2006
  - Les Herbes de la Saint Jean, 2007
  - Le Jardin du docteur Gachet, à l'occasion de l'exposition à la maison du docteur Gachet, Auvers-sur-Oise (2008) ; Paris, Éditions du Panama, 2008
  - Plantes à couleurs, à l'occasion de l'ouverture de la Fabrique des Savoirs à Elbeuf ; Paris, JBZ & Cie, 2011
  - Pétales de consolation, à l'occasion de l'exposition à la galerie Univer/Colette Colla (2019) ; Paris, 2019
  - Bris et Débris, à l'occasion de l'exposition « L'ordre naturel des choses »[19] au LAAC, Dunkerque[36], 2021
  - Rhizomes et voltiges, 2022
- Marinette Cueco. Herbes, texte de Danielle Molinari et entretien de l’artiste avec Évelyne Artaud, éditions Liénart, 2022
- Ne se perd ni ne meurt, texte de Pierre Bergounioux, éditions Tarabuste, Saint-Benoît-du-Sault, 2023
- À fleurs de peau, texte de Françoise Clédat, éditions Tarabuste, Saint-Benoît-du-Sault, 2023

### Filmographie
- L'Almanach d'Henri et Marinette Cueco : regarder avec les Cueco, film documentaire réalisé par Pierre Aubry,  France, 1997

- 1997 : L'Almanach d'Henri et Marinette : Regarder avec les Cueco, documentaire de Pierre Aubry, coproduction Tip TV, On line productions, France 3 Limousin-Poitou-Charentes, Planète. 50 min, présentation sur film-documentaire.fr